# Imarat Yaqubian
Imarat Yaqubian (em árabe: عمارة يعقوبيان Imārat Já’qūbyān) é um romance do autor egípcio Alaa al-Aswani. A história do livro foi adaptada ao cinema através do filme do mesmo nome de 2006 e na série de televisão de 2007.
Publicado em árabe em 2002 e traduzido para o inglês em 2004, o livro, aparentemente ambientado em 1990 na época da primeira Guerra do Golfo, é uma representação mordaz da sociedade egípcia moderna desde a Revolução de 1952. O romance desenvolve-se no centro do Cairo, com o edifício de apartamentos titular (que na realidade existe) que serve como metáfora do Egipto contemporâneo e um lugar unificador no qual a maioria das personagens principais vivem ou trabalham, e no qual se desenvolve grande parte da acção do romance. O autor, um dentista de profissão, teve o seu primeiro escritório no Edifício Yacobián no Cairo.
Imarat Yaqubian foi o romance árabe mais vendido em 2002 e 2003 e foi eleito como o melhor romance em 2003 pelos entendidos da matéria do Serviço de Radiodifusão do Oriente Médio do Egipto. Tem sido traduzida em 23 idiomas.
A homossexualidade presente no romance representa a ruptura de um tabu, particularmente para a literatura árabe contemporânea. Khaled Diab, num artigo titulado Arco íris culturais, explora este aspecto do romance e como isto pode ajudar a mudar as atitudes populares para a homossexualidade no mundo árabe.

## Sinopsis

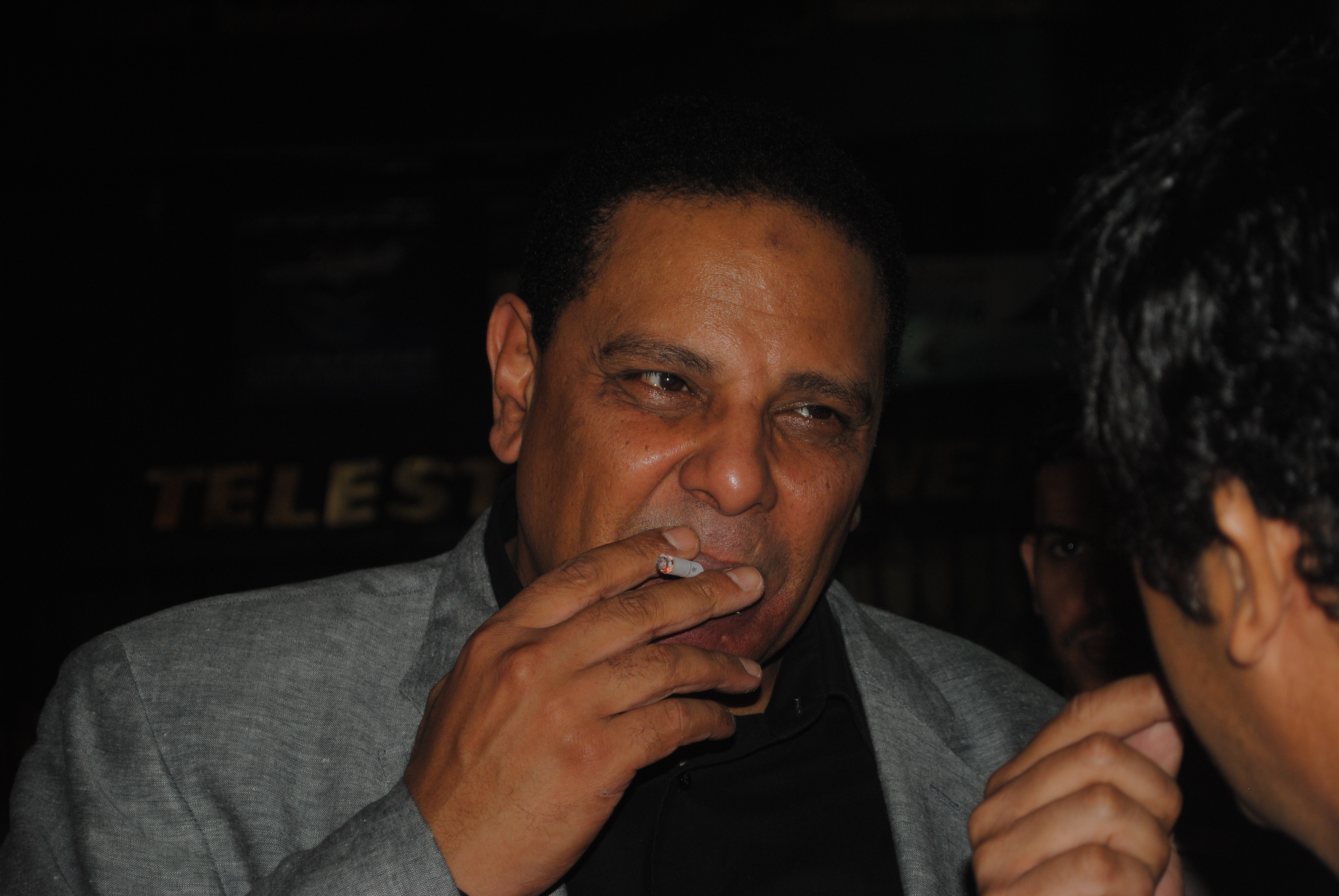
O autor Alaa Al Aswany em 2011.

O romance descreve o edifício Yacobián como um dos blocos de apartamentos mais luxuosos e prestigiosos do Cairo, construído pelo empresário arménio Hagop Yacoubian em 1934, com ministros do governo, fabricantes ricos e estrangeiros que residem ou trabalham em seus escritórios. Após a revolução em 1952, que afastou o rei Farouk e deu o poder a Gamal Abdel Nasser, muitos dos estrangeiros ricos, bem como os proprietários de terras e empresários nativos que tinham vivido no Yacobián, tiveram que abandonar o país. A cada departamento desocupado foi ocupado por um oficial militar juntamente com a sua família, que com frequência tinham uma origem mais rural e uma casta social mais baixa que os residentes anteriores.
No tecto do edifício de dez andares há cinquenta habitações pequenas (uma para cada apartamento) que originalmente se usavam como áreas de armazenamento e não como moradias para os seres humanos. No entanto, estas pequenas habitações foram ocupadas gradualmente por migrantes de escassos recursos, que chegaram ao Cairo com a esperança de encontrar emprego. A comunidade da azotea, efectivamente um bairro de tugurios, é um símbolo da urbanização do Egipto e do crescimento da população em suas grandes cidades nas últimas décadas, especialmente entre os pobres e as classes trabalhadoras.

## Personagens
- Zaki Bey el Dessouki, um engenheiro rico e idoso com educação estrangeira que passa a maior parte de seu tempo procurando mulheres e que tem um escritório no Yacobián, personifica a classe dominante de antes da Revolução: cosmopolita, culta e ocidental.
- Taha el Shazli, o filho do porteiro do edifício, destacou-se na escola e esperava ser admitido na Academia de Polícia, mas descobriu que a profissão do seu pai era um impedimento para ingressar na mesma.
- Busayna el Sayed, inicialmente a noiva de infância de Taha, vê-se obrigada a encontrar um trabalho para ajudar a manter a sua família após o seu pai morrer. Ela se desilude ao descobrir que seu empregador masculino espera favores sexuais dela e das suas colegas de trabalho a troco de dinheiro.
- Malak, um fabricante de camisas que procura abrir uma loja no tecto do Yacobián e abrir caminho para um dos apartamentos mais elegantes do edifício.
- Hatim Rasheed, filho de um pai egípcio e uma mãe francesa, editor de uma revista e abertamente homossexual.
- Hagg Muhammad Azzam, um rico e poderoso homem que ao longo de trinta anos passou de ser um sapateiro a um milionário.